# كوربس بارتي
كوربس بارتي (بالإنجليزية: Corpse Party)‏ هي سلسلة ألعاب فيديو مغامرات رعب البقاء، صدرت أول لعبة في 1996 على جهاز حاسوب إن إي سي - 9801 ثم صدرت على جهاز مايكروسوفت ويندوز في 9 ديسمبر 2006 وبلاي ستيشن بورتبل في 12 أغسطس 2010 وعلى آي أو إس في 9 فبراير 2012.